# 8 de abril
El 8 de abril es el 98.º (nonagésimo octavo) día del año en el calendario gregoriano y el 99.º en los años bisiestos. Quedan 267 días para finalizar el año.

## Acontecimientos
- 217: Macrino ―prefecto del Pretorio e inspirador del asesinato de su predecesor, el emperador Caracalla― se convierte en emperador romano (hasta junio del 218).
- 1139: en Roma, el papa Inocencio II excomulga al rey Rogelio II de Sicilia en el Concilio de Letrán II.
- 1141: Matilde de Inglaterra, emperatriz consorte del Sacro Imperio, es reconocida como «dama de Inglaterra y de Normandía».
- 1255: en Praga (Bohemia), un tornado azota el Castillo de Praga.[1]
- 1271: en Siria, el sultán Baybars conquista el castillo de los Hermanos Hospitalarios de San Juan, hoy conocido como Krak de los Caballeros.
- 1378: la elección de dos papas provoca el Cisma de Occidente que durará 39 años.
- 1455: se elige como papa al cardenal Alfonso de Borja, que llevará el nombre de Calixto III.
- 1513: en Florida (actual Estados Unidos), el español Juan Ponce de León toma posesión en nombre de España.
- 1546: el Concilio de Trento adopta la Vulgata como versión oficial de la Biblia.
- 1691: en los Países Bajos, Luis XIV y el general francés Vauban toman la plaza de Mons, a pesar de la resistencia opuesta por los defensores.
- 1701: las Cortes Españolas reconocen como rey a Felipe V.
- 1730: en Nueva York se inaugura la primera sinagoga de esta ciudad, la Shearith Israel.
- 1742: en Dublín (Irlanda) se representa por primera vez el oratorio El Mesías de Georg Friedrich Händel.
- 1767: el reino de Ayutthaya cae frente a los invasores birmanos.
- 1783: la zarina Catalina II anexa Crimea a Rusia.
- 1802: se promulga el concordato firmado entre Napoleón Bonaparte y el papa Pío VII.
- 1814: en Chile se libra el Combate de Quechereguas. El ejército nacional derrota al ejército español.
- 1818: en Mendoza (Argentina), Son Fusilados los hermanos Luis Carrera y Juan José Carrera.
- 1827: en el combate de Monte Santiago, la flota del almirante irlandoargentino Guillermo Brown rechaza a las naves brasileñas.
- 1832: Guerra de Halcón Negro (Black Hawk War): alrededor de 300 soldados del 6.º escuadrón de infantería de Estados Unidos abandonan las cuarteles de Jefferson, St. Louis para luchar contra los indios sauk.
- 1838: en los suburbios del este de Calcuta (India) un tornado dejó una huella de 26 km (en 2,5 h); su lentitud lo hizo más destructivo, deja 215 víctimas fatales. En la cercana localidad de Dum-Dum cayó granizo de 1,59 kg de peso.[2]
- 1864: en Mansfield (Luisiana), en el marco de la Guerra Civil en los Estados Unidos, el general Nathaniel Banks de la Unión ve frustrada su campaña de Red River por las fuerzas del general confederado Richard Taylor en la batalla de Mansfield.
- 1876: en Milán se estrena la ópera La Gioconda (ópera).
- 1879: en el noreste de Argentina, cerca de la frontera con Paraguay, el teniente coronel Luis Jorge Fontana funda el pueblo de Formosa.
- 1898: en España, la Escuadra del Atlántico, al mando del almirante Pascual Cervera y Topete sale de Cádiz rumbo a Cuba para sofocar los brotes independentistas de la colonia.
- 1899: Martha M. Place se convierte en la primera mujer en ser ajusticiada en la silla eléctrica.
- 1904: Gran Bretaña y Francia forman la Entente cordiale.
- 1904: en Manhattan (Nueva York), Longacre Square se renombra como Times Square en honor al periódico The New York Times.
- 1907: las últimas tropas japonesas abandonan Manchuria.
- 1908: en La Paz (Bolivia) se funda el club The Strongest
- 1910: cerca de Playa del Rey (California) se inaugura Los Ángeles Motordome.
- 1913: en Estados Unidos se ratifica la decimoséptima enmienda de la constitución. Desde ese momento, la elección de los senadores debía hacerse por votación directa.
- 1916: en Corona (California), el piloto de coches Bob Burman se estrella contra una barrera, muriendo él, su mecánico, un policía e hiriendo gravemente a cinco espectadores.
- 1918: en las calles del distrito financiero de Nueva York, los actores Douglas Fairbanks, Sr. y Charlie Chaplin venden bonos de guerra.
- 1928: se juega el primer Clásico del fútbol peruano entre los equipos de Alianza Lima y Universitario de Deportes.
- 1929: en Delhi, los activistas favorables a la independencia de la India, Bhagat Singh y Batukeshwar Dutt, reparten octavillas y bombas en los pasillos de la Asamblea Central sin causar heridos.
- 1940: la Aldea de Nuevo San Carlos Sija del Valle de Écija, municipio de San Carlos Écija en la República de Guatemala pasa a ser jurisdicción del departamento de Retalhuleu, y adopta el nombre de Nuevo San Carlos ya como Municipio.
- 1941: en el periodo de la Segunda Guerra Mundial, la ciudad germana de Kiel es bombardeada (y también al día siguiente), contabilizándose 213 muertos.[3]
- 1944: en la Unión Soviética, en el marco de la Segunda Guerra Mundial, el Ejército Rojo lanza la Ofensiva de Crimea que permite liberar completamente Crimea.
- 1949: en Costa Rica, fue creado por el Decreto - Ley N.º 449 el Instituto Costarricense de Electricidad, entidad que revoluciono el sistema eléctrico costarricense. Ese año, solo el 14% del país tenía acceso a la energía eléctrica y eventualmente pasaría el 95 %, con más de 90 % de energía renovable por año.
- 1950: India y Pakistán firman el Pacto de Delhi.
- 1951: en el atolón Enewetak ―en el marco de la operación Greenhouse―, Estados Unidos detona la bomba atómica Dog (de 70 kilotones), la decimocuarta de la Historia humana.
- 1952: en un discurso radiado a la nación desde la Casa Blanca, el presidente estadounidense Harry S. Truman llama a la toma de las acerías en Estados Unidos para evitar una huelga nacional.
- 1953: Jomo Kenyatta, jefe de la rebelión Mau Mau, es condenado por el gobierno colonial británico de Kenia.
- 1954: cerca de Nápoles cae un avión de pasajeros Havilland DH 106 Comet, produciéndose 21 víctimas mortales. Es el segundo en cuatro meses.
- 1957: en Egipto se reabre el canal de Suez.
- 1965: firma del Tratado de Bruselas que instituía un aparato institucional único para la Unión Europea.
- 1966: el comité central del partido comunista de la Unión Soviética elige de forma unánime a Leonid Brézhnev como secretario general.
- 1971: en Londres empieza el Primer Congreso Mundial del Pueblo Rom, que adopta el término rom (en rechazo a la designación «gitano»), el himno y la bandera del pueblo rom.
- 1972: el sueco Kjell Isaksson bate con 5,51 m el récord del mundo de salto de pértiga masculino.
- 1973: en Turín la excesiva presión del gas causa explosiones, provocando heridos e ingentes daños materiales.
- 1973: en la isla de Chipre se suceden 32 atentados durante la noche. Se ignora si son obra de los guerrilleros de George Grivas o de los secuaces del arzobispo Makarios.
- 1974: el beisbolista Hank Aaron consigue su 715.º home run, superando así la marca de Babe Ruth.
- 1975: después de pasar una semana en Vietnam del Sur, el jefe de Estado Mayor, Frederick Weyand, entrega un informe al congreso estadounidense indicando que Vietnam del Sur caerá sin ayuda militar adicional.
- 1978: Henry Rono, de Kenia, bate el récord de los 5000 m masculinos y lo deja en 13:08,4 min.
- 1981: en Buenos Aires, la actriz Mónica Jouvet ―que había salido de interpretar la obra Hay que salvar a los delfines (que realizaba junto con Analía Gadé)― es atropellada mientras ocupaba un taxi en la esquina de avenida Córdoba y Junín por un colectivo de la línea 109. Fallecerá el 19 de abril, tras 11 días en coma.
- 1985: India denuncia a Union Carbide por el desastre de Bhopal, en el que se estima que murieron 2000 personas y otras 200 000 resultaron heridas.
- 1986: Clint Eastwood es elegido alcalde de Carmel-by-the-Sea (California) con el 72 % de los votos.
- 1987: el directivo de Los Angeles Dodgers, Al Campanis, dimite debido a un escándalo por unas declaraciones racistas que realizó en el programa de televisión estadounidense Nightline.
- 1988: en San Antonio (Chile) se crea el diario El Líder Provincial, el diario antecesor de El Líder de San Antonio.
- 1989: en Guadalajara (México) fue detenido Miguel Ángel Félix Gallardo, famoso traficante mexicano también conocido como jefe de jefes, encarcelado en el penal de alta seguridad del Altiplano, en Almoloya de Juárez, Estado de México.
- 1992: la estrella del tenis retirada Arthur Ashe anuncia que ha contraído el sida a través de una transfusión de sangre durante una de sus dos operaciones de corazón.
- 1993: la República de Macedonia se convierte en miembro de la ONU.
- 1994: se descubre el cuerpo de Kurt Cobain en su casa de Seattle.
- 1994: Juan Pablo II inaugura la Capilla Sixtina, cuyos trabajos de restauración se han prolongado durante trece años.
- 1995: en San Antonio (Chile) se crea el diario El Líder de San Antonio que es el diario actual de esa ciudad.
- 2000: en Marana (Arizona), un V-22 Osprey de la marina estadounidense se estrella durante el aterrizaje. Mueren 19 personas.
- 2000: en Bolivia, el presidente Hugo Bánzer decreta estado de sitio, siendo la sexta vez que se determina esta medida de excepción en el país desde la recuperación de la democracia en octubre de 1982.
- 2003: en Bagdad (Irak), José Couso (camarógrafo español) y Taras Prostyuk (camarógrafo de Reuters) mueren como consecuencia del ataque de un tanque de Estados Unidos contra el Hotel Palestina de Bagdad.
- 2003: en la Invasión estadounidense a Irak, las tropas británicas ocupan Basora.
- 2003: en Italia, las cuentas de la compañía de correos son positivas por primera vez en 50 años.
- 2004: en las elecciones de Argelia, la lucha entre el presidente saliente Abdelaziz Bouteflika y el ex primer ministro Ali Benflis, que ha dividido al Frente Nacional Argelino, se resuelve a favor del primero, bajo fuertes sospechas de fraude electoral.
- 2004: Condoleezza Rice encargada de la seguridad interna de Estados Unidos, declara ante los jueces que investigan las responsabilidades del gobierno por los ataques del 11 de septiembre.
- 2005: entierro multitudinario del papa Juan Pablo II. Han asistido más de 200 dirigentes mundiales, incluyendo jefes de Estado y de Gobierno de todo el mundo y líderes de las principales religiones, además de unos 4 millones de peregrinos, la mayoría de los cuales no ha podido acercarse a la plaza de San Pedro. Es el entierro de un papa más multitudinario de la historia.
- 2005: en Nepal la policía causa 50 heridos y 350 detenidos en las manifestaciones convocadas para celebrar 15 años de democracia.
- 2006: en el norte de Bagdad (Irak) sucede un triple atentando suicida contra una mezquita chií. Deja un saldo de 70 muertos.
- 2006: en el sur de Argelia mueren 13 policías de aduanas en un atentado.
- 2006: Ecuador levanta el estado de excepción en varias provincias, tras haberlo impuesto a causa de las protestas indígenas por el Tratado de Libre Comercio.
- 2014: finaliza el soporte del sistema operativo Microsoft Windows XP.
- 2015: el América elimina a Herediano de la Concachampions 2015 tras una remontada Histórica
- 2016: lanzamiento del álbum "Cómo convertirse en nada" del grupo de punk español Gatillazo.
- 2018: el expresidente de Brasil Luiz Inácio Lula da Silva entra a la cárcel de Curitiba donde empezará a cumplir su sentencia de 12 años.
- 2020: en Wuhan, provincia de Hubei (China), se levantaron las medidas de aislamiento en la ciudad génesis de la Pandemia de COVID-19.
- 2024: Eclipse solar que pudo ser visto de manera total en el norte de México, Estados Unidos y Canadá, terminando su recorrido en el Océano Atlántico.
- 2025: La discoteca Jet Set sufre el colapso de su techo en medio de fiesta del merenguero Rubby Pérez, cobrando más de 150 vidas, incluyendo la del artista antes mencionado, en Santo Domingo, República Dominicana .

## Nacimientos
- 480 a. C. (±20 años): fecha tradicional de nacimiento de Buda, fundador del budismo (f. hacia el 400 a. C.).
- 1320: Pedro I de Portugal, El Justiciero, rey portugués (f. 1367).
- 1460: Juan Ponce de León, militar español, descubridor de La Florida (f. 1521).
- 1533: Claudio Merulo, compositor italiano (f. 1604).
- 1541: Michele Mercati, físico italiano (f. 1593).
- 1596: Juan van der Hamen, pintor español (f. 1631).
- 1605: Felipe IV de España y III de Portugal, rey español (f. 1665).
- 1692: Giuseppe Tartini, compositor y violinista italiano (f. 1770).
- 1732: David Rittenhouse, astrónomo estadounidense, inventor y matemático (f. 1796).
- 1754: Juan Sempere y Guarinos, político, jurista, bibliógrafo y economista español (f. 1830).
- 1776: Vasily Golovnin, oficial de la marina y explorador científico ruso (f. 1831).
- 1784: Dionisio Aguado y García, compositor y guitarrista clásico español (f. 1849).
- 1816: Francisca Carrasco Jiménez, heroína de guerra costarricense (f. 1890).

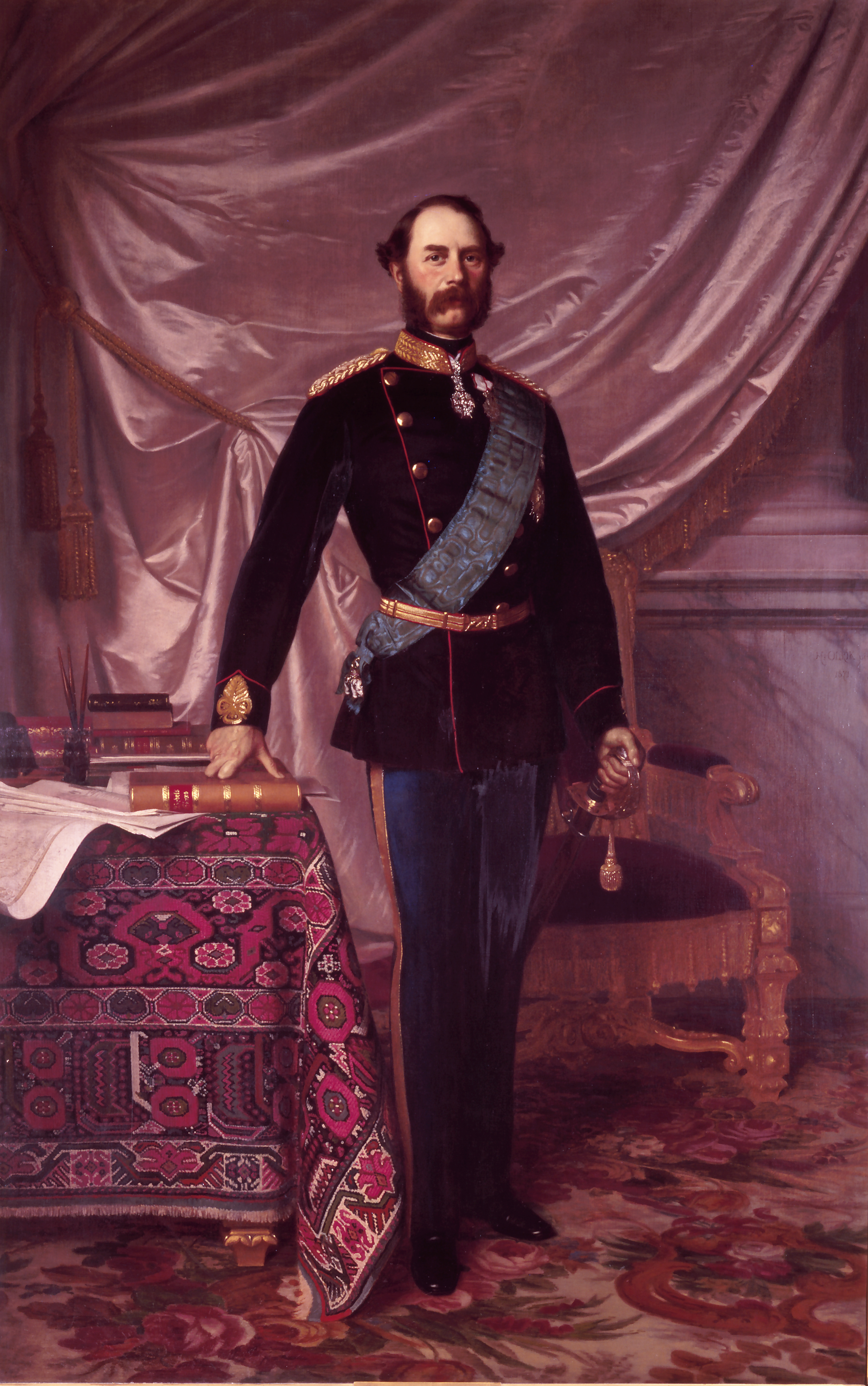
Cristián IX de Dinamarca

- 1818: Cristián IX, rey de Dinamarca, primero de la dinastía Glucksburg, reinante en la actualidad (f. 1906).
- 1818: August Wilhelm von Hofmann, químico alemán (f. 1892).
- 1827: Ramón Emeterio Betances, político puertorriqueño, médico y diplomático (f. 1898).
- 1852: Daniel Zuloaga, pintor y ceramista español (f. 1921).
- 1859: Edmund Husserl, filósofo alemán (f. 1938).
- 1863: Josep Llimona, escultor español (f. 1934).
- 1866: Fritz Mackensen, pintor alemán (f. 1953).
- 1869: Harvey Cushing, neurocirujano estadounidense (f. 1939).
- 1871: Clarence Hudson White, fotógrafo estadounidense (f. 1925).
- 1871: Manuel Garza Aldape, abogado, político y diplomático mexicano (f. 1924).
- 1875: Alberto I, rey belga (f. 1934).
- 1879: Arturo Mundet, empresario español radicado en México (f. 1965).
- 1885: Dimitrios Levidis, compositor griego (f. 1951).
- 1886: Benjamín de Arriba y Castro, cardenal español (f. 1973).
- 1889: sir Adrian Boult, músico británico, director de la BBC Symphony Orchestra (f. 1983).
- 1892: Richard Neutra, arquitecto austríaco (f. 1970).
- 1892: Mary Pickford, actriz estadounidense (f. 1979).
- 1896: Yip Harburg, letrista estadounidense (f. 1981).
- 1897: Domingo Burgaleta, abogado y político español (f. 1936).
- 1898: Teresa Neumann, mística alemana (f. 1962).
- 1900: Juan Planelles Ripoll, médico español (f. 1972).
- 1902: Andrew Irvine, montañero británico (f. 1924).
- 1902: Josef Krips, director de orquesta y músico austriaco (f. 1974).
- 1903: Gregorio Delgado Fernández, periodista e historiador cubano (f. 1964).
- 1904: John Hicks, economista británico, premio Premio en Ciencias Económicas en memoria de Alfred Nobel en 1973 (f. 1989).
- 1904: Valentín Campa, líder obrero y político mexicano (f. 1999).
- 1908: Hugo Fregonese, cineasta argentino (f. 1987).
- 1908: Tito Guízar, actor mexicano (f. 1999).
- 1908: Ida Kar, fotógrafa rusa (f. 1974).
- 1909: John Fante, escritor estadounidense (f. 1983).
- 1911: Melvin Calvin, químico estadounidense, premio Nobel de Química en 1961 (f. 1997).
- 1911: Émile Michel Cioran, filósofo y ensayista rumano (f. 1995).
- 1912: Julián Berrendero, ciclista español (f. 1995).
- 1912: Aida Villadeamigo, actriz y vedette argentina.
- 1912: Alois Brunner, militar austriaco nazi (f. 1996).
- 1912: Sonja Henie, patinadora de patinaje artístico noruego-estadounidense (f. 1969).
- 1914: María Félix, actriz mexicana (f. 2002, mismo día).
- 1916: Ricardo Joaquín Durand, político argentino (f. 1982).
- 1918: Betty Ford, primera dama de los Estados Unidos, esposa de Gerald Ford (f. 2011).
- 1919: Roger Pigaut, actor y cineasta francés (f. 1989).
- 1919: Ian Smith, primer ministro rhodesiano (f. 2007).
- 1921: Franco Corelli, tenor italiano (f. 2003).
- 1922: Carmen McRae, cantante estadounidense de jazz (f. 1994).
- 1923: Edward Mulhare, actor irlandés (f. 1997).
- 1926: Shecky Greene, comediante estadounidense (f. 2023).

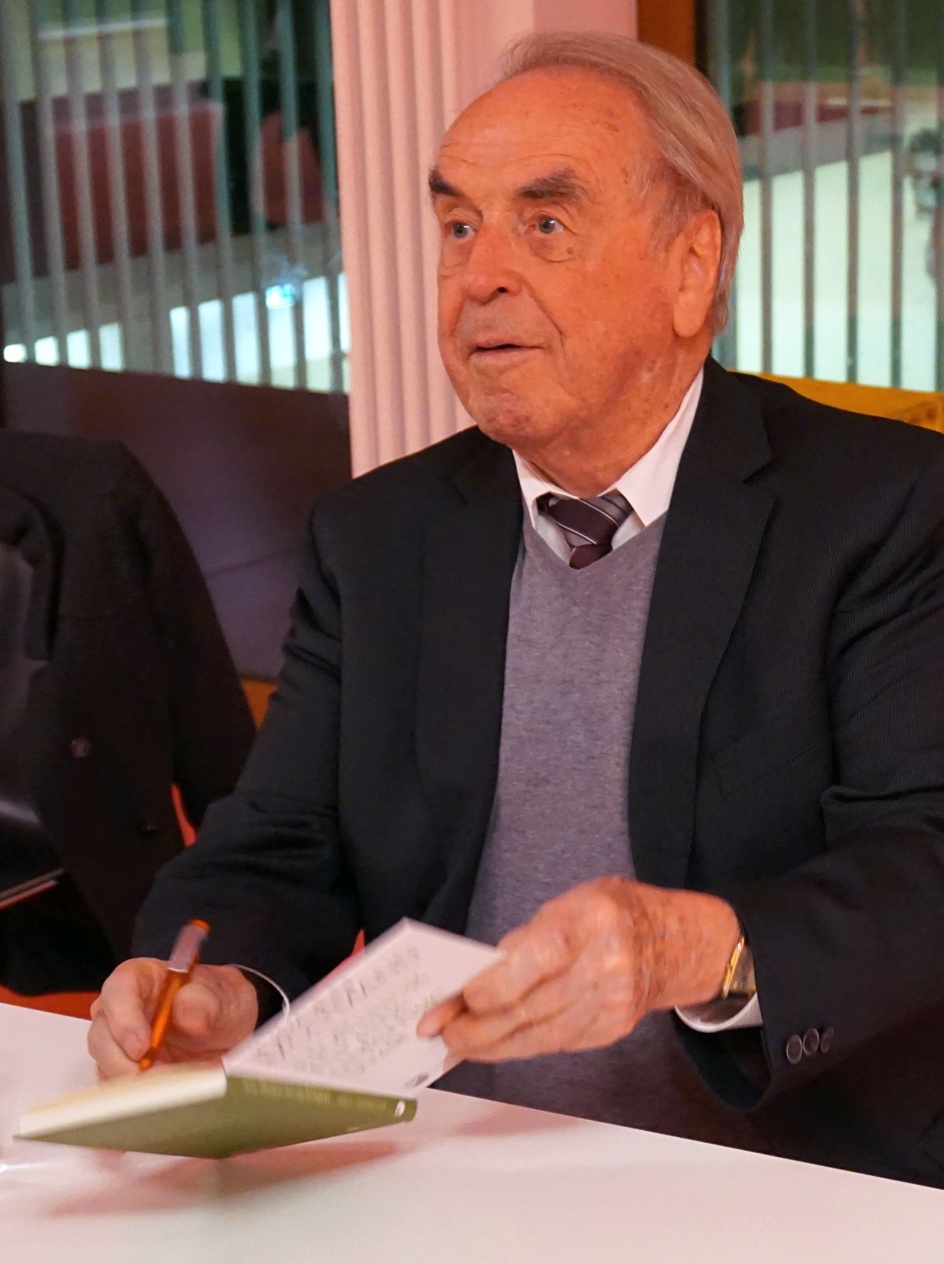
Jürgen Moltmann

- 1926: Jürgen Moltmann, teólogo alemán (f. 2024).
- 1926: Emilio Rosenblueth, ingeniero mexicano (f. 1994).
- 1926: Shirley Mills, actriz estadounidense (f. 2010).
- 1929: Walter Berry, bajo-barítono austriaco (f. 2000).
- 1929: Jacques Brel, cantautor belga (f. 1978).
- 1929: Renzo de Felice, historiador italiano (f. 1996).
- 1930: Carlos Hugo de Borbón Parma, aristócrata español (f. 2010).
- 1930: Rafael Cadenas, poeta venezolano.
- 1931: John Gavin, actor y diplomático estadounidense (f. 2018).
- 1932: Jean-Paul Rappeneau, cineasta y escenarista francés.
- 1933: Luis Politti, actor argentino (f. 1980).
- 1934: Kishō Kurokawa, arquitecto japonés (f. 2007).
- 1937: Seymour Hersh, periodista estadounidense.
- 1938: Kofi Annan, economista ganhés, secretario general de la ONU entre 1997 y 2006 (f. 2018).
- 1940: John Havlicek, baloncestista estadounidense (f. 2019).
- 1940: Mirko Jozić, exfutbolista y exentrenador croata.
- 1940: Chicho Sánchez Ferlosio, cantautor y anarquista español (f. 2003).
- 1941: Vivienne Westwood, diseñadora de moda.
- 1942: Douglas Trumbull, director de cine y productor estadounidense (f. 2022).
- 1943: Víctor Bó, actor argentino.
- 1943: Luis Fernando Orozco, actor colombiano. (f. 2020).
- 1944: Christoph Hein, escritor y dramaturgo alemán.
- 1944: Julissa, cantante y actriz mexicana.
- 1944: Odd Nerdrum, pintor noruego.
- 1944: Joey D. Vieira, actor estadounidense de cine y televisión.
- 1946: Stuart Pankin, actor estadounidense.
- 1947: Steve Howe, músico británico, de la banda Yes y Asia.
- 1947: Hou Hsiao-Hsien, cineasta taiwanés.
- 1947: Robert Kiyosaki, escritor estadounidense.
- 1947: Pascal Lamy, político francés y comisario de la Unión Europea.
- 1948: Danuta Hübner, política polaca y comisaria de la Unión Europea.
- 1949: John Madden, cineasta británico.
- 1950: Grzegorz Lato, futbolista polaco.
- 1951: Mel Schacher, bajista estadounidense de hard rock.
- 1951: Joan Sebastián, cantante y compositor mexicano (f. 2015).
- 1951: Geir H. Haarde, político islandés.
- 1953: Ron Wright, político estadounidense (f. 2021).
- 1953: Oscar Alberto Ortiz, futbolista argentino.
- 1955: Kane Hodder, actor y doble de cine estadounidense.
- 1955: Roly Serrano, actor argentino.
- 1955: Barbara Kingsolver, escritora estadounidense.
- 1957: Felipe Sandoval Precht, ingeniero y político chileno.
- 1958: Esteban Morgado, guitarrista, compositor y arreglador argentino.
- 1958: Justo Bonomie, odontólogo y profesor venezolano.
- 1960: John Schneider, actor estadounidense.
- 1960: Luis José Santander, actor venezolano.
- 1960: Marcelo Scornik, compositor de rock argentino.
- 1962: Izzy Stradlin, guitarrista estadounidense, de la banda Guns N' Roses.
- 1963: Julian Lennon, músico británico.
- 1963: Dean Norris, actor estadounidense.
- 1964: Biz Markie, rapero estadounidense (f. 2021).
- 1964: Rafael Romero, actor venezolano.
- 1966: Mark Blundell, piloto británico de Fórmula 1.
- 1966: Mazinho, futbolista brasileño.
- 1966: Melchor Mauri, ciclista profesional.
- 1966: Robin Wright, actriz estadounidense.
- 1967: Flavio Zandoná, futbolista argentino.
- 1967: Kazunari Tanaka, seiyū japonés (f. 2016).
- 1968: Patricia Arquette, actriz estadounidense.
- 1968: Susana Harp, cantante mexicana de música tradicional.
- 1970: Care Santos, escritora española.
- 1971: Cristina Medina, actriz, cantante y productora teatral española.
- 1972: Sung Kang, actor estadounidense.
- 1972: Paul Gray, bajista estadounidense, de la banda Slipknot (f. 2010).
- 1973: Emma Caulfield, actriz estadounidense.
- 1974: Chris Kyle, francotirador y militar estadounidense (f. 2013).
- 1975: Anouk Teeuwe, cantante neerlandesa.
- 1977: Alejandro Botto, actor argentino.
- 1977: Jimmy Vásquez, actor y locutor colombiano.
- 1977: Ana de la Reguera, actriz mexicana.
- 1977: Mark Spencer, ingeniero y programador estadounidense.
- 1978: Rachel Roberts, modelo y actriz canadiense.
- 1978: Mario Pestano, atleta español.
- 1979: Alexi Laiho, cantante y músico finlandés (f. 2020).
- 1979: Marta Baldó, gimnasta española.
- 1980: Katee Sackhoff, actriz estadounidense.
- 1980: Manuel Ortega, cantante austríaco.
- 1984: Santiago Aysine, cantante argentino, del grupo Salta la Banca.
- 1984: Júlia Liptáková, modelo eslovaca.
- 1984: Ezra Koenig, cantante estadounidense, de la banda Vampire Weekend.
- 1984: Mikel Aguirrezabalaga, balonmanista español.
- 1986: Ígor Akinféyev, futbolista ruso.
- 1986: Osvaldo Martínez, futbolista paraguayo.
- 1986: Félix Hernández, beisbolista venezolano.
- 1987: Royston Drenthe, futbolista neerlandés.
- 1987: Jeremy Hellickson, beisbolista estadounidense.
- 1988: Stephanie Cayo, actriz, cantante y modelo peruana de ascendencia italiana.
- 1988: William Accambray, balonmanista francés.
- 1989: Gabriella Wilde, modelo y actriz británica.
- 1989: Matty Healy, músico británico y vocalista de The 1975
- 1990: Kim Jonghyun, cantante, bailarín, compositor, locutor de radio y modelo surcoreano (f. 2017).
- 1991: Audrey Aleen Allen, modelo estadounidense.
- 1991: Carlotta Cosials, actriz española.
- 1991: Dej Loaf, cantante y rapera estadounidense.
- 1993: Jérémie Bela, futbolista francés.
- 1993: Jon Kempin, futbolista estadounidense.
- 1995: José Julián Gaviria, actor colombiano.
- 1997: Grace, cantante australiana.
- 1998: Renan Lodi, futbolista brasileño.
- 2002: Skai Jackson, actriz estadounidense.
- 2003: Álvaro Conrado, estudiante y deportista nicaragüense (f. 2018).

## Fallecimientos
- 217: Caracalla, emperador romano (n. 188).
- 622: Shōtoku, monarca japonés (n. 572).
- 967: Mu'izz al-Dawla, emir árabe (n. 915).
- 1143: Juan II Comneno, emperador bizantino (n. 1087).
- 1364: Juan II el Bueno, rey francés entre 1350 y 1364 (n. 1319).
- 1450: Sejong el Grande, rey coreano (n. 1397).
- 1461: Georg von Peuerbach, astrónomo y matemático austríaco (n. 1423).
- 1492: Lorenzo de Médici, banquero y político italiano, mecenas del Renacimiento (n. 1449).
- 1587: John Foxe, escritor británico (n. 1516).
- 1648: Payo Enríquez de Rivera, religioso español y virrey de la Nueva España (n. 1622).
- 1782: Pedro Vilca Apaza, rebelde y prócer peruano (n. 1741).
- 1792: Teodoro de Croix, aristócrata y militar flamenco (n. 1730).
- 1818: Luis Carrera, militar y patriota chileno (n. 1791).
- 1818: Juan José Carrera, militar y patriota chileno (n. 1782).
- 1826: María Cunigunda de Sajonia, aristócrata alemana (n. 1740).
- 1835: Wilhelm von Humboldt, erudito y hombre de estado alemán (n. 1767).
- 1848: Gaetano Donizetti, compositor italiano (n. 1797).
- 1871: Francisco Javier Muñiz, precursor de la paleontología argentina (n. 1795).
- 1875: Ángeles Lardizábal, primera dama de México (n. 1806).
- 1894: Bankim Chandra Chattopadhyay, escritor bengalí (n. 1938).
- 1904: Enrique Rébsamen, educador suizo-mexicano (n. 1857).
- 1920: Charles Tomlinson Griffes, compositor estadounidense (n. 1884).
- 1922: Erich von Falkenhayn, militar alemán (n. 1861).
- 1923: Mary Cynthia Dickerson, herpetóloga estadounidense, curadora de museo y editora de revista (n. 1866).
- 1931: Erik Axel Karlfeldt, poeta sueco, premio nobel de literatura en 1931 (n. 1864).

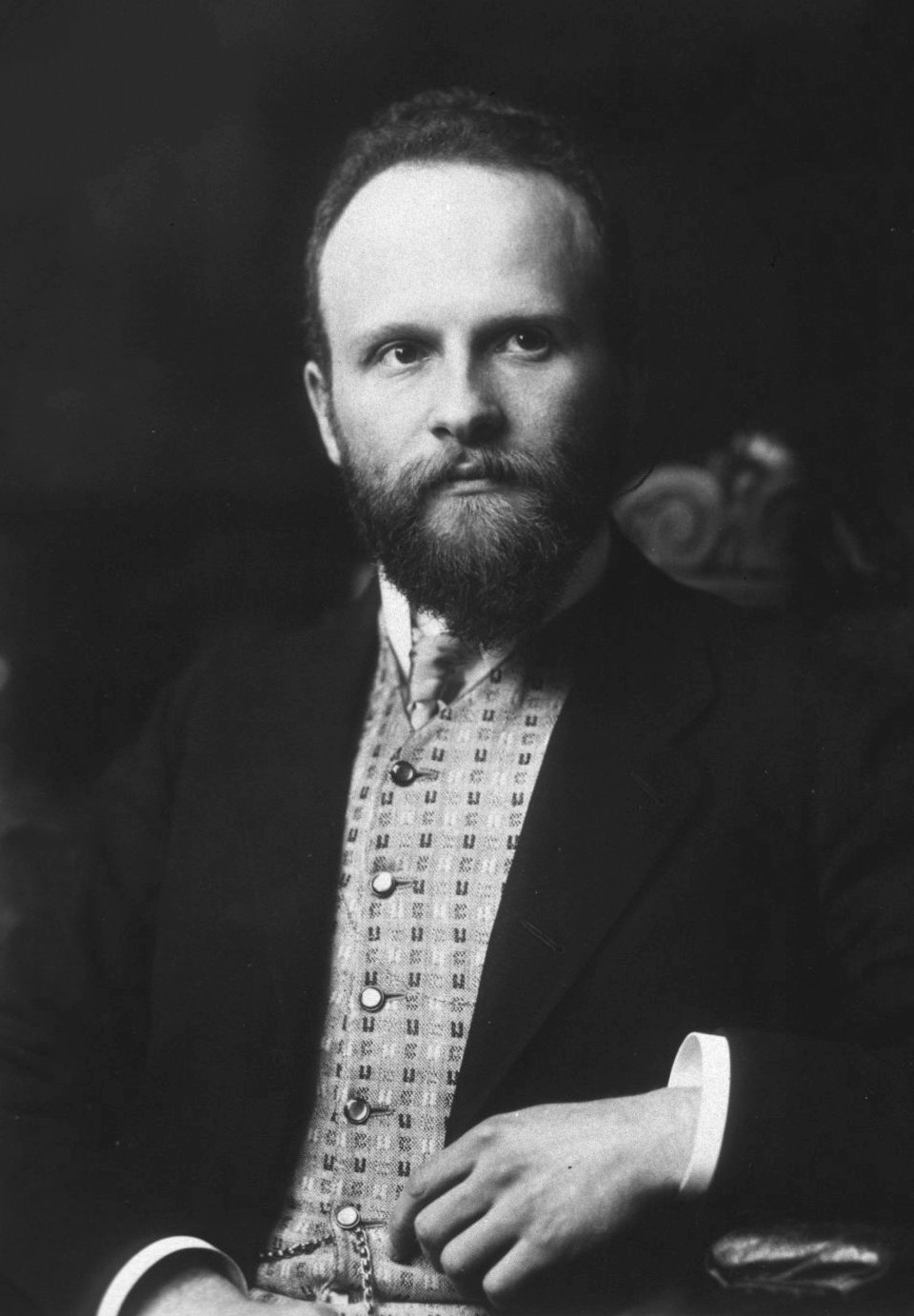
Robert Bárány

- 1936: Robert Bárány, médico austríaco, premio Nobel de Medicina en 1914 (n. 1876).
- 1943: Harry Baur, actor francés (n. 1880).
- 1943: Richard Sears, tenista estadounidense (n. 1861).
- 1943: Elise y Otto Hampel, matrimonio alemán de resistentes al nazismo guillotinados en Berlín (n. 1903 y 1897, respectivamente).
- 1944: María Bard, actriz alemana (n. 1900).
- 1945: Wilhelm Canaris, militar alemán (n. 1887).
- 1945: Hans von Dohnanyi, jurista y luchador de la resistencia alemán (n. 1902).
- 1945: Melitta Gräfin Schenk von Stauffenberg, piloto e ingeniera alemana (n. 1903).
- 1945: Lizzi Waldmüller, actriz de cine alemana (n. 1904).
- 1949: Ulrich Salchow, patinador de patinaje artístico sueco (n. 1877).
- 1949: Santiago Alba Bonifaz, político español (n. 1872).
- 1950: Vátslav Nizhinski, bailarín polaco (n. 1889).
- 1957: Pedro Segura, clérigo español (n. 1880).
- 1962: Juan Belmonte, torero español (n. 1892).
- 1962: Renato de Borbón-Parma, aristócrata danés (n. 1894).
- 1965: Lars Hanson, actor sueco (n. 1886).
- 1968: Astrid Cleve, científica sueca (n. 1875).
- 1973: Pablo Picasso, pintor y escultor español (n. 1881).
- 1977: Hermann Fränkel, filólogo clásico alemán (n. 1888).
- 1981: Omar Bradley, militar estadounidense (n. 1893).
- 1984: Pyotr Leonidovich Kapitsa, físico ruso, premio Nobel de Física en 1978 (n. 1894).
- 1985: Julieta Kirkwood, socióloga y politóloga feminista chilena  (n. 1936).
- 1986: Yukiko Okada, cantante japonesa (n. 1967).
- 1990: Ryan White, primer niño que se contagió de sida, durante una transfusión sanguínea (n. 1971).
- 1991: Per Yngve Ohlin, cantante sueco de la banda noruega Mayhem (n. 1969).
- 1992: Mariano Aguilar, catedrático y político español (n. 1916).
- 1992: Daniel Bovet, farmacólogo suizo, premio nobel de medicina en 1957 (n. 1907).
- 1993: Marian Anderson, cantante estadounidense (n. 1897).
- 1996: Ben Johnson, actor estadounidense (n. 1918).
- 1997: Maguso, fue una actriz colombiana. (n. 1956).
- 2000: Claire Trevor, actriz estadounidense (n. 1910).
- 2002: María Félix, actriz mexicana (n. 1914).
- 2002: Josef Svoboda, escenógrafo checo (n. 1920).
- 2003: Efraín Camargo Ruiz, fue un periodista y presentador de noticias colombiano. (n. 1947).
- 2003: Franz Rosenthal, orientalista alemán (n. 1914).
- 2003: José Couso, camarógrafo español (n. 1965).
- 2004: Herb Andress, actor austríaco (n. 1935).
- 2006: Gerard Reve, escritor neerlandés (n. 1923).
- 2007: Eli Galdós Zubia, político español (n. 1934).
- 2008: Cedella Marley Booker, cantante y escritora jamaiquina, madre de Bob Marley (n. 1926).
- 2009: Suma Paz, cantautora y guitarrista argentina (n. 1939).
- 2010: Malcolm McLaren, mánager de la banda punk Sex Pistols (n. 1946).
- 2011: Jorge Ledo, dirigente deportivo argentino (n. 1943).
- 2011: Alfred Lucchetti, actor español (n. 1934).
- 2011: Xabier Gereño, escritor español (n. 1924).
- 2011: Elena Zuasti, actriz uruguaya de teatro (n. 1935).
- 2011: Hedda Sterne, pintora rumana-estadounidense (n. 1910).
- 2012: Juventino Castro y Castro, político mexicano (n. 1918).
- 2013: Annette Funicello, actriz y cantante estadounidense (n. 1942).
- 2013: Sara Montiel, actriz y cantante española (n. 1928).
- 2013: José Luis Sampedro, escritor, humanista y economista español (n. 1917).
- 2013: Margaret Thatcher, política británica (n. 1925).
- 2014: Karlheinz Deschner, escritor y crítico alemán (n. 1924).
- 2014: The Ultimate Warrior, luchador estadounidense (n. 1959).
- 2015: Jean-Claude Turcotte, cardenal canadiense (n. 1936).
- 2018: John Miles, piloto de automovilismo británico (n. 1943).
- 2018: Michael Goolaerts, ciclista belga (n. 1994).
- 2020: Glenn Fredly, cantante indonesio (n. 1975).
- 2020: Rick May, actor de doblaje (n. 1994).
- 2021: Ismael Ivo, bailarín y coreógrafo brasileño (n. 1955).
- 2021: Phillip Adams, jugador estadounidense de fútbol americano y participante del Tiroteo en Rock Hill de 2021
- 2023: Michael Lerner, actor estadounidense (n. 1941).
- 2023: Kenneth McAlpine, piloto de automovilismo británico (n. 1920).
- 2024: Peter Higgs, físico británico, premio nobel de física en 2013 (n. 1929).

## Celebraciones
- Día Mundial del Neurocirujano.
En conmemoración del nacimiento del Dr. Harvey Williams Cushing, pionero de la neurocirugía moderna.

- Día Mundial de la Enfermedad de Cushing.[4][5]

- Día Internacional de Oposición a los Alimentos Transgénicos.[5]
Movimiento de rechazo hacia el cultivo y producción de alimentos modificados genéticamente. Estos alimentos poseen un ADN modificado con genes de otras plantas o animales. Se destacan: maíz, soja, canola, papas, tomates, arroz, algodón y otros.

- Día Mundial del Pueblo Gitano.[5]

- Día Mundial de la Empanada.[5][6][7]

 Por países
(Por orden alfabético)
- Costa Rica: 
  - Día de Francisca "Pancha" Carrasco.
Un 8 de abril de 1816 nació en Cartago, Francisca «Pancha» Carrasco Jiménez, campesina, considerada Defensora de las Libertades Patrias y Heroína Nacional. Fue la primera mujer en el ejército costarricense. Participó en la Batalla de Rivas en 1856 contra los filibusteros de William Walker. Murió en 1890 y es reconocida como heroína nacional.

- México: 
  - Día del Tenango.
Son mosaicos bordados con hilo de algodón de colores azul, verde, amarillo y rojo en su mayoría, con representaciones de flora y fauna, sobre manta, lino, seda y algodón.

- Perú: 
  - Día del Economista.

### Santoral católico
- San Agabo, profeta (s. I).

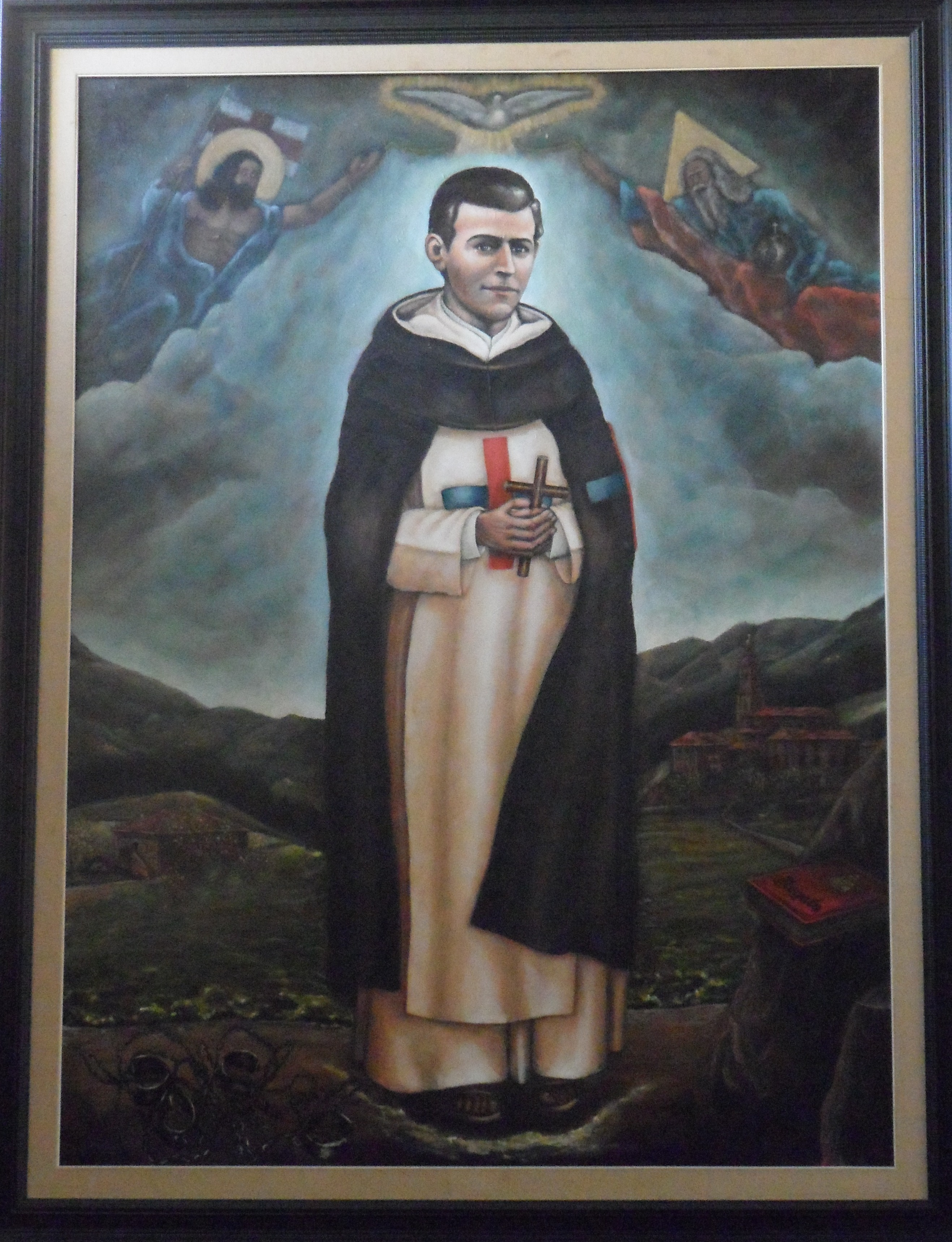
Domingo del Santísimo Sacramento Iturrate.

- Santos Herodión, Asíncrito y Flegón (s. I).
- San Dionisio de Corinto, obispo (180).[5]
- Santos Timoteo, Diógenes, Macario y Máximo de Antioquía, mártires.
- San Dionisio de Alejandría, obispo (c. 265).
- San Amancio de Como, obispo (449).
- Beato Clemente de Osimo, presbítero (1291).
- Beato Julián de San Agustín (1606).
- Santa Julia Billiart, virgen (1816).[5]
- Beato Augusto Czartoryski, presbítero (1893).
- Beato Domingo del Santísimo Sacramento Iturrate, presbítero (1927).(imagen ilustrativa).